# Calanhel
Calanhel település Franciaországban, Côtes-d’Armor megyében. Lakosainak száma 236 fő (2022. január 1.). Calanhel Callac, La Chapelle-Neuve, Lohuec, Plourac’h és Plusquellec községekkel határos.

## Népesség
A település népességének változása:
| Lakosok száma | 522  | 362  | 318  | 255  | 210  | 204  | 217  | 227  | 227  | 236  |
|               | 1968 | 1982 | 1990 | 2006 | 2013 | 2015 | 2017 | 2019 | 2020 | 2022 |